# سیاره یخی

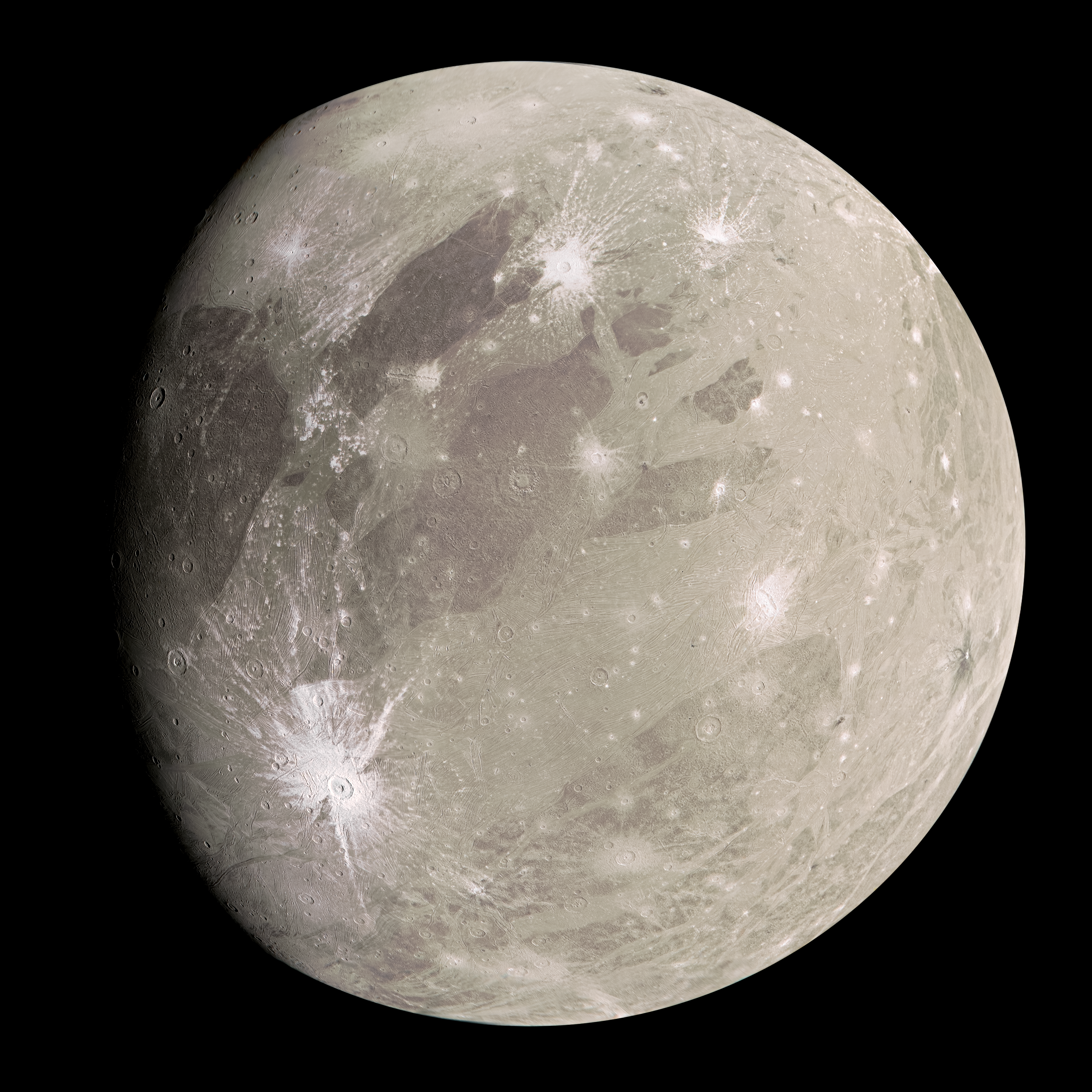
گانیمد، بزرگ‌ترین جسم یخی جامد شناخته شده در منظومه شمسی

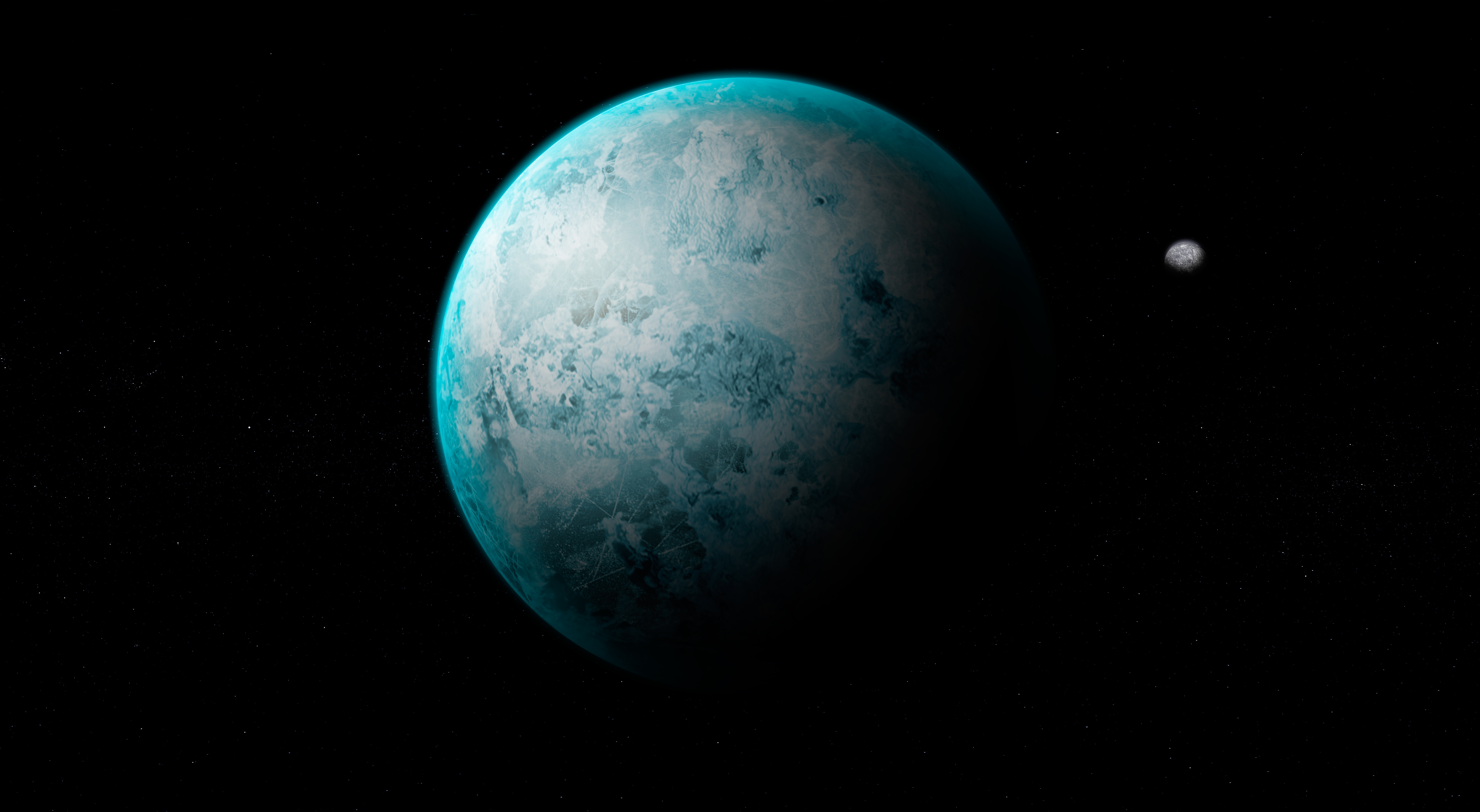
تصویر فرضی از سیاره یخی

سیاره یخی نوعی سیاره با سطح یخی است که از مواد فراری مانند آب، آمونیاک و متان ساخته شده است. سیارات یخی از یک یخ‌کره جهانی تشکیل شده‌اند.
طبق یک تعریف ژئوفیزیکی از سیاره، جهان‌های کوچک یخی منظومه شمسی به عنوان سیارات یخی واجد شرایط هستند که شامل بیشتر قمرهای سیاره‌ای مانند گانیمد، تیتان، انسلادوس و تریتون و همچنین سیارات کوتوله شناخته شده مانند سرس، پلوتون و اریس است. دانشمندان ناسا در ژوئن سال ۲۰۲۰ گزارش دادند که بر اساس مطالعات مدل‌سازی ریاضی، احتمالاً سیارات فراخورشیدی دارای اقیانوس، از جمله آنهایی که دارای اقیانوس در زیر لایه‌ای از یخ سطحی هستند، در کهکشان راه شیری رایج‌اند.